# Paléoencéphale
 (août 2020).
En matière d'anatomie des animaux, le paléoencéphale se réfère aux régions du cerveau qui ne font pas partie du néocortex ou du néoencéphale.
Sur le plan phylogénétique le paléoencéphale est la partie la plus ancienne du cerveau animal. Proportionnellement à l'ensemble du volume cérébral, les aires paléoencéphaliques des espèces les plus anciennes sont plus grandes que chez les mammifères.
Le paléocortex est un type de tissu cortical fin et primitif qui se compose de trois à cinq couches.
En comparaison, le néocortex possède six couches et l'archicortex trois ou quatre couches.